# Berkeley Castle

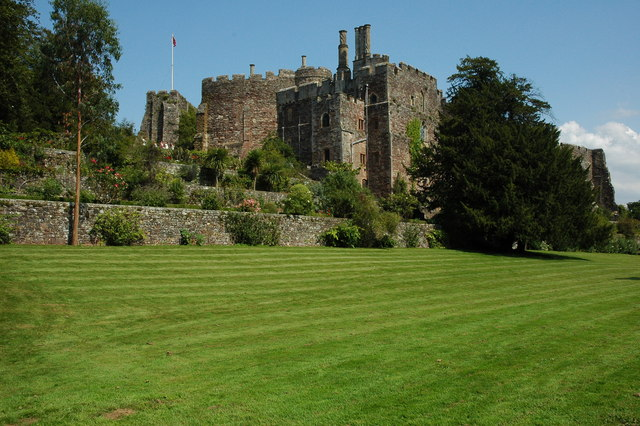
Berkeley Castle 2009, Ansicht von Südwesten

Berkeley Castle (historisch manchmal auch Berkley Castle geschrieben) ist eine Burg in der Stadt Berkeley in der englischen Grafschaft Gloucestershire. Die Ursprünge der Burg gehen auf das 11. Jahrhundert zurück. Sie wurde von English Heritage als historisches Gebäude I. Grades gelistet.
Die Burg blieb seit ihrem Wiederaufbau im 12. Jahrhundert in Besitz der Familie Berkeley, mit Ausnahme einer Periode königlicher Eigentümerschaft durch das Haus Tudor. Dort soll König Eduard II. 1327 ermordet worden sein.

## Bau

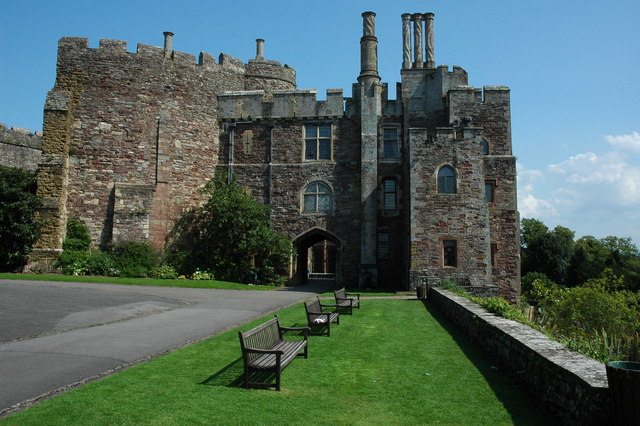
Donjon und inneres Torhaus von der Vorburg aus

Die erste Burg in Berkeley war eine Motte, die William FitzOsbern im Jahre 1067, kurz nach der normannischen Eroberung der britischen Insel, errichten ließ. Diese blieb in der Folge drei Generationen lang in der ersten Familie Berkeley, deren Oberhäupter alle Roger de Berkeley hießen. Sie bauten sie in der ersten Hälfte des 12. Jahrhunderts wieder auf. Dem letzten Roger de Berkeley wurde 1152 das Eigentum an der Burg aberkannt, weil er im Konflikt der Anarchie seine Gefolgschaft dem Haus Plantagenet vorenthielt. Der Titel eines Baron Berkeley wurde dann Robert Fitzharding, einem reichen Bürger von Bristol und Unterstützer der Plantagenets, verliehen. Er war der Begründer der Familie Berkeley, die heute noch die Burg besitzt.
In den Jahren 1153–1154 erhielt Fitzharding die königliche Charta von König Heinrich II., die ihm erlaubte, die Burg wieder aufzubauen. Sie sollte die Stadt Bristol, die Gloucester Road, das Ästuar des Severn und die walisische Grenze schützen. Fitzharding ließ den runden Donjon in den Jahren 1153–1156 errichten, vermutlich an Stelle der früheren Motte. Es folgte der Bau der Kurtine, vermutlich zwischen 1160 und 1190, durch Robert Fitzharding und durch seinen Sohn Maurice.
Der größte Teil der restlichen Burg stammt aus dem 14. Jahrhundert und wurde für Thomas de Berkeley, 3. Baron Berkeley, gebaut: der Thorpe’s Tower nördlich des Donjons, das innere Torhaus im Südwesten und weitere Gebäude der inneren Hofes.

## Die Ermordung Eduards II.

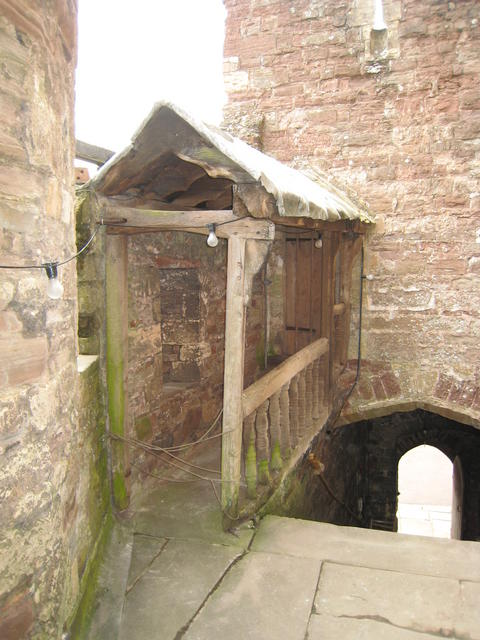
Überdachter Weg zur vermuteten Zelle Eduards II. in der Burg

Die Burg wurde 1326 von den Truppen von Hugh le Despenser, dem Favoriten von Eduard II., ausgeraubt. Anschließend, im Jahre 1327, wurde Eduard II. von seiner Gattin, Königin Isabella, und ihrem Verbündeten, Roger Mortimer, abgesetzt und unter die Obhut von Thomas de Berkeley und seinem Schwager John Maltravers gestellt. Sie brachten Eduard auf Berkeley Castle und hielten ihn dort fünf Monate lang, von April bis September, gefangen. In dieser Zeit griff eine Bande von Eduards Unterstützern die Burg an, eroberte sie und rettete ihn. Er wurde aber bald wieder gefasst und erneut eingesperrt. Möglicherweise brachten ihn seine Wärter dann von einer Burg zur anderen, um eine weitere Befreiung zu erschweren, bevor sie ihn im September wieder nach Berkeley Castle zurückbrachten. Einige Geschichtsschreiber stellten die Theorie auf, dass Eduards Flucht letztlich erfolgreich gewesen sei und ein Anderer an seiner Stelle später ermordet worden sei.
Eduard wurde vermutlich am 21. September 1327 in Berkeley Castle auf unbekannte Weise ermordet, obwohl sich populäre Geschichten über ein glühend heißes Schüreisen oder Erdrosselung halten. Die Zelle, in der er eingesperrt und ermordet worden sein soll, kann man heute noch sehen, zusammen mit dem angrenzenden, 11 m tiefen Kerker, in dem man jedes Jahr am 21. September Echos von den Vorgängen um den Mord hören können soll.
Die Erklärung, die man gegenüber dem Parlament damals abgab, war einfach, dass Eduard Opfer eines tödlichen Unfalls geworden sei. Sein Leichnam wurde einbalsamiert und verblieb einen Monat lang in Berkeley in der St.-Johannes-Kapelle im Donjon, bevor Thomas de Berkeley ihn zur Abtei Gloucester (heute: Kathedrale von Gloucester) zur Beerdigung geleitete. Thomas de Berkeley wurde später verdächtigt, ein Mordkomplize gewesen zu sein, aber er konnte beweisen, dass er nicht in der Burg war, als der Mord von Roger Mortimers Schergen begangen wurde. 1337 wurde er von allen Vorwürfen freigesprochen.

## Spätere Geschichte

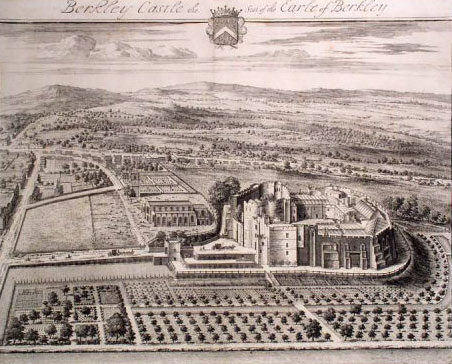
Berkeley Castle von oben, Gravierung von Jan Kip für den Antiquar Sir Robert Atkyns: The Ancient and Present State of Glostershire, 1712

Im 14. Jahrhundert bekam der Rittersaal ein neues Dach und hier starb auch der letzte Hofnarr Englands, Dickie Pearce, als er von der Minstrel’s Gallery (Balkon im Rittersaal) fiel. Sein Grab liegt im Friedhof von St. Mary neben der Burg. An den Rittersaal schließt eine von zwei originalen Kapellen an, in denen man bemalte, hölzerne Gewölbedecken und eine Passage aus der Bibel in Normannisch findet. In diesem Raum gibt es auch ein illustriertes Vellumbuch mit Canti Piani, die in katholischen Messen benutzt wurden, bevor die Familie im 16. Jahrhundert zum Protestantismus übertrat.
Im englischen Bürgerkrieg war die Burg immer noch so wichtig, dass sie 1645 von Colonel Thomas Rainsborough für die Roundheads eingenommen wurde. Nach einer Belagerung, bei der Kanonen auf Kernschussweite vom angrenzenden Kirchendach von Saint Mary the Virgin abgefeuert wurden, ergab sich die royalistische Garnison. Wie üblich, blieben die Burgmauern nach der Belagerung geschleift, aber die Familie Berkeley erhielt die Burg unter der Bedingung zurück, dass sie die Schäden an der äußeren Burgmauer und dem Donjon niemals reparieren werde. Diese Auflage, festgelegt durch ein damals beschlossenes Parlamentsgesetz, gilt noch heute. Laut den Pevsner Architectural Guides wurde die Bresche nur teilweise durch eine “moderne” Mauer gefüllt, die aber nur die Höhe einer niederen Gartenmauer erreicht und Leute vor einem Sturz von 8,4 Metern aus dem Burggarten, der ursprünglichen Motte, bewahren soll.

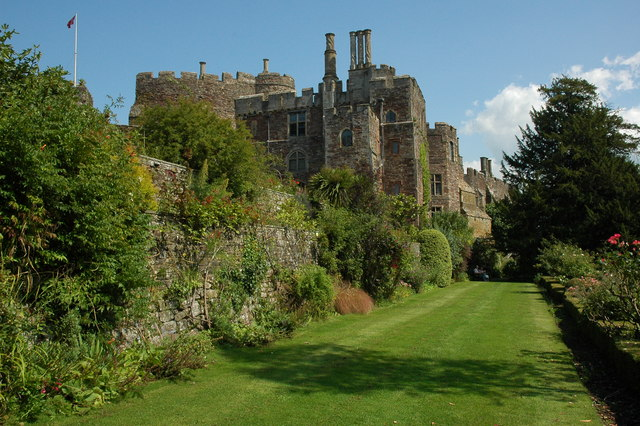
Terrasse, heute mit Rasen als Wallgarten bepflanzt

Anfang des 20. Jahrhunderts ließ der 8. Earl of Berkeley Teile der Burg reparieren und umbauen. Er ließ eine Loggia im gleichen gotischen Stil wie der Rest der Burg anbauen. Eine der Änderungen war z. B. ein Jugendstilstück in einem mittelalterlichen Schlafzimmer.
Die Burg ist von Terrassengärten umgeben, wie z. B. das Bowling Green von Elisabeth I. und eine Kiefer, die aus einem Zweig, der bei der Schlacht bei Culloden 1746 von einem Baum abgeschnitten wurde, gewachsen sein soll.

## Moderne Zeiten

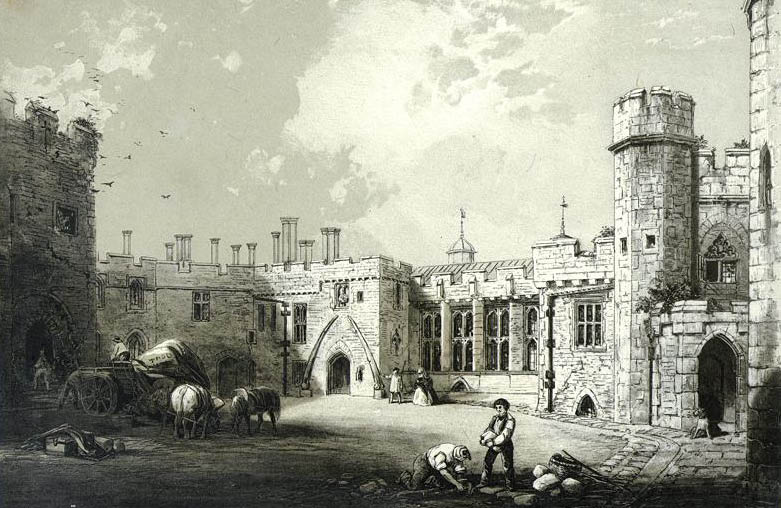
Der Burghof in den 1840er-Jahren

Diese Burg ist nach dem Tower of London und dem Windsor Castle die älteste dauernd bewohnte Burg in England und die älteste, die dauernd in den Händen derselben Familie war. In ihr findet man ein altes Himmelbett, das das am längsten von ein und derselben Familie benutzte Möbelstück im Vereinigten Königreich ist. Die Familie Berkeley wohnt einen Teil des Jahres auf dieser Burg und einen Teil in Spetchley Park außerhalb von Worcester, das der Familie seit 1606 gehört.
Der größte Teil von Berkeley Castle ist seit 1997 der Öffentlichkeit zugänglich und wird von Berkeley Castle Charitable Trust verwaltet. Nur 15 % der Räume sind privater Nutzung vorbehalten. 2006 erfolgte ein Spendenaufruf, um die £ 5,5 Mio. zur Renovierung und Restaurierung des normannischen Gebäudes aufzubringen.
Zwei Schiffe der Royal Navy wurden nach der Burg benannt, ebenso eine Lokomotive der Great Western Railway.
Die Burg diente auch als Filmkulisse für viele Szenen der TV-Kinderserie The Ghost Hunter der BBC, ebenso wie für die erste im Fernsehen ausgestrahlte Version von The Other Boleyn Girl.